# Brad Greenquist
Brad Greenquist est un acteur américain né le 8 octobre 1959.

## Filmographie

### Cinéma
- 1984 : Mutants in Paradise de Scott Apostolou : Steve Awesome
- 1987 : Faux témoin de Curtis Hanson : Carl Henderson
- 1989 : The Chair de Waldemar Korzeniowsky : Mushmouth
- 1989 : Simetierre de Mary Lambert d'après le roman de Stephen King : Victor Pascow
- 1990 : Loose Cannons de Bob Clark : un employé de l'ambassade
- 1997 : Flics sans scrupules de Jim Kouf : Richard Stein
- 1999 : The Puzzle in the Air de Gino Cabanas : Jeff Swerdling
- 2000 : Crime + Punishment de Rob Schmidt : Calvin Berry
- 2000 : Les Âmes perdues de Janusz Kamiński : George Viznik
- 2001 : Ali de Michael Mann : Marlin Thomas
- 2002 : Outside the Law de Jorge Montesi : Agent McKenzie
- 2007 : Shiloh Falls de Adrian Fulle : Dalton
- 2009 : Across the Hall de Alex Merkin : le portier
- 2010 : The Cursed de Joel Bender : Fred Belmont
- 2011 : De l'eau pour les éléphants de Francis Lawrence : Mr. Robinson
- 2012 : California Solo de Marshall Lewy : Piper
- 2013 : Lone Ranger - Naissance d'un héros de Gore Verbinski : actionnaire
- 2013 : Mensonges et Faux Semblants de Karen Moncrieff : Dr. Ennis
- 2014 : Réalité de Quentin Dupieux : Jacques
- 2017 : Annabelle 2 de David F. Sandberg : Victor Palmeri

### Télévision

#### Séries télévisées
- 1989 : Gideon Oliver, saison 1, épisode 1 : Clark
- 1990 : Monsters, saison 2, épisode 22 : Kirby
- 1990 : New York, police judiciaire, saison 1, épisode 10 : barman
- 1991 : Compte à rebours, saison 1, épisode 3  : Steve Dent
- 1996 : The Faculty, saison 1, épisode 2 : Ed Collins
- 1996 : Lonesome Dove : Les Jeunes Années, saison 1, épisodes 1-2-3 : Kirker
- 1996 : Living Single, saison 4, épisode 7 : Edwin
- 1996 : Star Trek: Voyager, saison 3, épisode 10 : Demmas
- 1997 : High Incident, saison 2, épisode 19
- 1997 : Conan, saison 1, épisode 3 : Keiord
- 1998 : Charmed, saison 1, épisode 8 : Gavin
- 1998 : Le Caméléon, saison 2, épisode 11 : Frank Linden
- 1998 : Star Trek: Deep Space Nine, saison 6, épisode 12 : Krit
- 1998 : Ultime recours, saison 1, épisode 3 : Député Dave Webster
- 1999 : V.I.P., saison 1, épisode 14 : Heinrich Anser
- 1999 : Nash Bridges, saison 4, épisode 18 : Calvin Reddick
- 2000 : Walker, Texas Ranger, saison 8, épisode 17 : Lomax
- 2000 : Harsh Realm, saison 1, épisode 4-5 : Captain Wolfe
- 2000 : Les Sept Mercenaires, saison 2, épisode 10 : James Litefoot
- 2000 : The Practice : Bobby Donnell et Associés, saison 5, épisode 8 : profiler du FBI
- 2001 : Diagnostic : Meurtre, saison 8, épisode 17 : Natwa
- 2001 : Bush Président, saison 1, épisode 4 : soldat australien
- 2002 : Six pieds sous terre, saison 2, épisode 5 : le gestionnaire du bâtiment
- 2003 : Alias, saison 3, épisode 2 : Otto Edel
- 2003 : Agence Matrix, saison 1, épisode 1 : Radenmacher
- 2003-2005 : Star Trek: Enterprise, saison 2, épisode 13 : Captain Khata'n Zshaar ; saison 4, épisode 15 : Rigelian Kidnapper
- 2004 : Stargate SG-1, saison 7, épisode 19 : Dr. Keffler
- 2005 : Les Experts : Manhattan, saison 1, épisode 12 : Theodore Gates
- 2005 : Les Experts, saison 6, épisode 23 : Taxi Manager
- 2005 : Sleeper Cell, saison 1, épisode 9 : Jim Kroeper
- 2005-2006 : Urgences, saison 12, épisodes 7 et 12 : Mr. Butler
- 2006 : Médium, saison 3, épisode 3 : Michael Williams
- 2007 : Heroes, saison 1, épisode 13 : l'ami de Nakamura
- 2007 : Moonlight, saison 1, épisode 3 : Gerald Stovsky
- 2009 : Eleventh Hour, saison 1, épisode 11 : Travis Dobbs
- 2009 : Cold Case : Affaires classées, saison 6, épisode 14 : Norm Fawnshawe
- 2010 : NCIS : Enquêtes spéciales, saison 7, épisode 14 : Dr. Damon Shore
- 2011 : Les Experts : Miami, saison 10, épisode 4 : Dennis Kemp
- 2011 : Bones, saison 7, épisode 1 : Joseph Serrano
- 2011 : Mentalist, saison 3, épisode 19 : Henry Cliff
- 2011 : Ringer, saison 1, épisode 12 : propriétaire du Pawn Shop

#### Téléfilms
- 1988 : Un quartier d'enfer de Georg Stanford Brown : Vince Ginelli
- 1994 : Assault at West Point: The Court-Martial of Johnson Whittaker de Harry Moses : Dr. Beard
- 1994 : The Yearling de Rod Hardy : Lem Forrester
- 1995 : In the Shadow of Evil de Daniel Sackheim : Willy Sommers
- 1996 : Black Out de Allan A. Goldstein : l'adversaire
- 1996 : Le Crime du siècle (Crime of the Century) (téléfilm) de Mark Rydell : Isidor Fisch
- 1996 : Coup de sang de Jonathan Kaplan : Floyd Wells
- 1997 : L'homme de minuit de Jim McBride : Hendricks
- 1998 : Un chenapan au far-west de Bob Clark : Strange Pierre
- 1999 : Inherit the Wind (en) de Daniel Petrie : Tom Davenport
- 2000 : Getting Away with Murder: The JonBenet Ramsey Mystery de Edward Lucas
- 2002 : The Pennsylvania Miners' Story (en) de David Frankel : Ronald 'Hound Dog' Hileman
- 2003 : Le Journal d'Ellen Rimbauer de Craig R. Baxley : Doug Posey
- 2003 : Projet Momentum de James Seale : Martin Elias
- 2005 : Mystery Woman: Snapshot de Georg Stanford Brown : Robert Benson
- 2008 : Copperhead de Todor Chapkanov : Garrett
- 2008 : Ninjas en guerre de Bradford May : Fd. Agent Udell